# جي هاس
مومودو جالو (Momodou Jallow) و يعرف أكثر باسمه الفني جي هاي (J Hus).هو مغني ومغني راب إنجليزي من مواليد 26 مايو 1995.

## روابط خارجية
- جي هاس على موقع ميوزك برينز (الإنجليزية)
- جي هاس على موقع أول ميوزيك (الإنجليزية)
- جي هاس على موقع ديسكوغز (الإنجليزية)